# Ezzahra Sports
Ezzahra Sports (arabisch الزهراء الرياضية, DMG az-Zahrāʾ ar-Riyāḍiyya) ist ein tunesischer Basketballverein aus Ezzahra, einer Stadt im Gouvernement Ben Arous. Der Verein spielt in der höchsten Spielklasse des tunesischen Basketballs und ist sechsfacher Meister.
Der Verein wurde 1936 unter dem Namen Saint-Germain Sports gegründet, da die Stadt Ezzahra damals noch Saint-Germain hieß.
Zu dieser Zeit bestand die Mannschaft zum größten Teil aus französischen Spielern. Nach der Unabhängigkeit wurde der Name der Stadt umbenannt, weswegen der Club seinen heutigen Namen trägt.

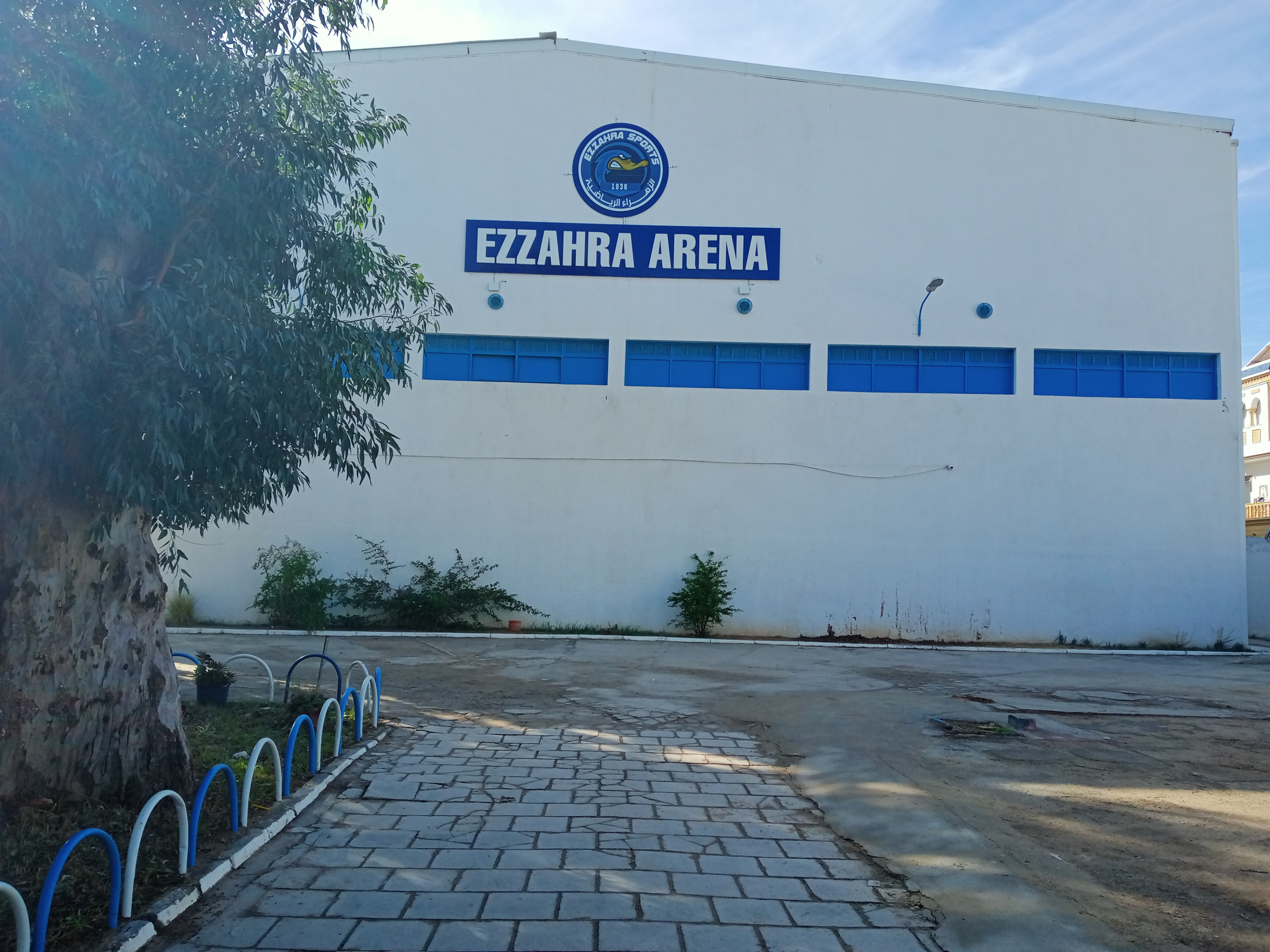
Außenansicht der Heimhalle

## Erfolge

### Erfolge der Herren
| National | International                                                       |
| --- | ------------------------------------------------------------------- |
| - Tunesische Meisterschaft (6) - Meister: 1982, 1983, 1993, 1994, 1997, 1999 - Vizemeister: 1991, 1998, 2021, 2022 - Tunesischer Pokal (5) - Sieger: 1985, 1988, 1991, 1995, 1998 - Finalist: 1989, 2000 - Tunesischer Ligapokal (1) - Sieger: 2020 - Finalist: 2012 - Zweite Liga (1) - Meister: 2020 | - Arabische Champions League (0) - Bronzemedaille: 1993, 1997, 2021 |

### Erfolge der Damensektion
| National |
| --- |
| - Tunesische Meisterschaft (4) - Meister: 1971, 1972, 1973, 2021 - Tunesischer Pokal (2) - Sieger: 1970, 2021 |

## Lokalderby
Die wichtigste Begegnung der Saison ist das traditionsreiche Derby gegen den Lokalrivalen ES Radés. Das Spiel gilt als bedeutende Begegnung im tunesischen Basketball und wird seit den Fünfzigern ausgetragen. Beide Vereine kommen aus dem Gouvernement Ben Arous. Die Heimatstädte der beiden Rivalen, Radès und Ezzahra, liegen nur etwa 4,4 Kilometer auseinander.
Ebenso existiert eine weniger intensive Rivalität mit dem Hauptstadtklub Club Africain.